# 元象宗
元象宗，原籍抚州南城县，祖父迁居杭州钱塘县（今浙江省杭州市），五代十国吴越国至北宋官员，是元德昭的孙子，元秀文的第二子。
元象宗是吴越国王钱俶的女婿，他的妻子是钱俶的次女。宋太宗太平兴国六年（981年），以《應天曆》小差，宋太宗诏命苗守信与冬官正吴昭素、主簿刘内真造新历。又让卫尉少卿元象宗与通明律历的学者吴昭素、刘内真、苗守信、徐莹、王熙元、董昭吉、魏序及在监官属史端等一起校定。元象宗等言：“吴昭素历法考验无差，可以施用永久。”元象宗于是赐号为《乾元曆》。元象宗叔叔元守文的儿子元绛在宋神宗的时候担任宰执。